# Hangaroa River
Der Hangaroa River ist ein Fluss im Osten der Nordinsel Neuseelands. Sein Zusammenfluss mit dem Ruakituri River bildet den Wairoa River.

## Geographie
Der Hangaroa River beginnt in einem Talkessel in der Ostflanke der Huiarau Range. Von zunächst östlicher Fließrichtung durch bewaldetes Gebiet knickt er beim Austritt aus der Berglandschaft nach Südosten ab. In der folgenden Hügellandschaft biegt er in nordöstliche und darauf wieder in südöstliche Fließrichtung ab, aufgrund der Ausläufer des 667 m hohen Kohirikiriki. Bei der Gemeinde Pehiri knickt er nach Süden ab, nimmt den Waikura River auf und umläuft in zunächst westlicher, dann südlicher Fließrichtung die Ausläufer des 962 m hohen Whakapunake zur Mündung hin. Der Fluss fließt aus der Region Gisborne in die Region Hawke’s Bay. Nahe der Mündung liegt die Gemeinde Te Reinga. Hangaroa und Ruakituri River vereinen sich hier zum Wairoa River, der kurz darauf die 35 m hohen Te Reinga Falls hinabstürzt und letztlich bei Wairoa in die Hawke Bay, eine Bucht des Pazifischen Ozeans, entwässert.

## Infrastruktur
Die Mündung bei Te Reinga liegt an der Tiniroto Road, welche den New Zealand State Highway 38 bei Frasertown nördlich von Wairoa mit dem New Zealand State Highway 2 westlich von Gisborne verbindet. Von Te Reinga aus folgt die Straße teilweise dem Flussverlauf bis zur Gemeinde Hangaroa. Danach folgen erst die Pehiri, dann die Waimaha Road dem Fluss bis zum Fuß der Huiarau Range. Über die Bergkämme südlich des Quellgebiets führt der Wanderweg Rua's Track.